# Референдум в Финляндии (1931)
Референдум в Финляндии (1931) (фин. Suomen kansanäänestys kieltolaista) — общенациональный референдум в Финляндии об отмене сухого закона. Прошёл 29—30 декабря 1931 года.
В голосовании приняли участие 44 % граждан, имевших право голоса (1 752 315 человек). В списках для голосования было предложено три варианта: «полная отмена», «полное сохранение» и «разрешение на слабоалкогольные напитки».
546 293 голосующих (70,5 %) выразили поддержку полной отмене сухого закона, действовавшего в стране с 1 июня 1919 года. За его продление было подано 217 169 голосов (28,0 %), за частичное разрешение слабоалкогольных напитков было отдано 10 947 голосов (1,4 %).
На основании референдума Парламент одобрил отмену закона: 120 депутатов проголосовали за его отмену, 45 — против.

## Результаты
| Варианты                                    | Голосов   | в %   |
| ------------------------------------------- | --------- | ----- |
| Полная отмена сухого закона                 | 546 293   | 70,5  |
| Полностью за сухой закон                    | 217 169   | 28,0  |
| Разрешение на слабоалкогольные напитки      | 10 947    | 1,4   |
| Пустые/недействительные                     | 3 476     | —     |
| Всего проголосовавших                       | 777 885   | 100   |
| Граждан, имеющих право голоса/явка          | 1 752 315 | 44,40 |
| Источник: Nohlen & Stöver, Direct Democracy |           |       |